# Paragryllodes pyrrhopterus
Paragryllodes pyrrhopterus is een rechtvleugelig insect uit de familie krekels (Gryllidae). De wetenschappelijke naam van deze soort is voor het eerst geldig gepubliceerd in 1982 door Kaltenbach.